# 齊格萊湖
52°37′N 13°20′E / 52.617°N 13.333°E

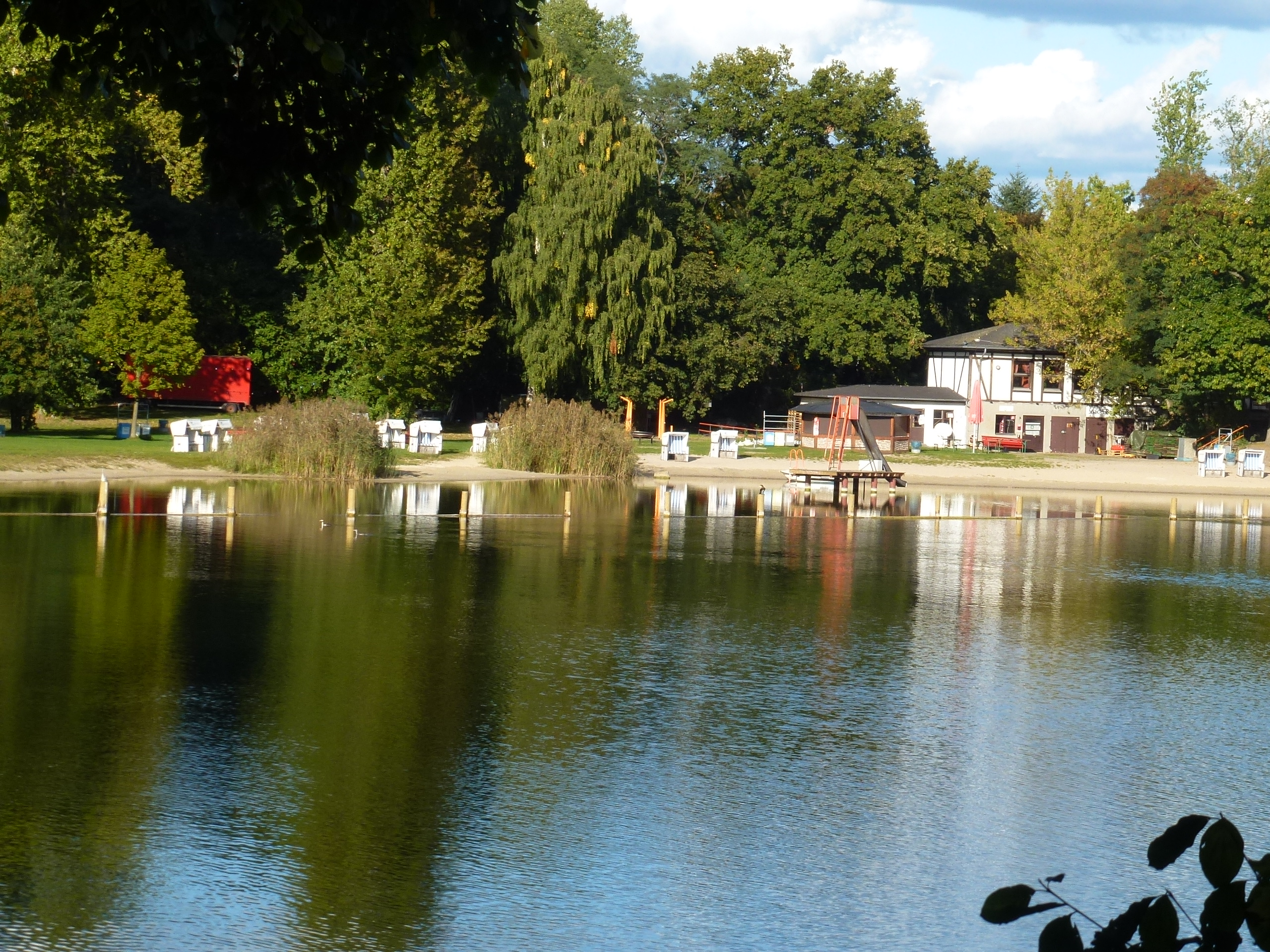

齊格萊湖（德語：Ziegeleisee），是德國的湖泊，位於該國首都柏林，長0.4公里、寬0.2公里，面積0.05平方公里，平均水深6米，最大水深14米，水體容量29萬立方米，湖岸線長度0.9公里。